# The Lords of Salem
The Lords of Salem – amerykańsko-brytyjsko-kanadyjski film fabularny z 2012 roku, napisany oraz wyreżyserowany przez muzyka rockowego i reżysera Roba Zombie. Jest to niezależny horror i zarazem thriller z elementami kina psychologicznego, w którym w rolach przewodnich wystąpili laureat nominacji do Oscara Bruce Davison, Meg Foster oraz Sheri Moon Zombie, małżonka reżysera. Role cameo odegrały ikony filmowego horroru: Sid Haig, Michael Berryman i Udo Kier. Fabuła skupia się na losach DJ-ki radiowej z Salem, w której życie wkraczają wyznawczynie czarnej magii żądne powrotu najpotężniejszej z wiedźm, spalonej na stosie w XVII wieku.
Jest to szósty kinowy film Roba Zombie. Premiera kinowa nastąpiła w drugiej połowie kwietnia 2013, a horror spotkał się z limitowaną dystrybucją. Wcześniej The Lords of Salem emitowano w trakcie Międzynarodowego Festiwalu Filmowego w Toronto. Obraz zebrał mieszane, choć w znacznej ilości pozytywne recenzje krytyków, którzy zauważyli zmianę w reżyserii twórcy. Uznali również, że nowy film Zombie różni się tonem od jego poprzednich projektów. Wielu dziennikarzy okrzyknęło The Lords of Salem jednym z najlepszych filmów grozy 2013 roku. W momencie publikacji w kinach horror nie odniósł sukcesu komercyjnego, został jednak nieoczekiwanym przebojem, gdy jego kopie wydano na dyskach DVD/Blu-ray.

## Fabuła
Współczesne Salem. DJ-ka rockowej stacji radiowej, Heidi Hawthorne − była narkomanka − otrzymuje tajemniczą przesyłkę. Na adres jej miejsca pracy dostarczona zostaje drewniana skrzynka zawierająca płytę winylową. Nadawcą korespondencji jest zespół muzyczny The Lords. Heidi decyduje się wyemitować zawartość dysku na antenie rozgłośni. W ten sposób uruchamia klątwę rzuconą na miasto przez kapłankę wiedźm Margaret Morgan. Morgan, wraz ze swoimi służkami-czarownicami, zginęła w XVII wieku, spalona na stosie. Podejrzewana była o przeprowadzanie satanistycznych rytuałów. Wznowione czarnoksięstwo odbija się głośnym echem na codzienności mieszkanek Salem, w tym Heidi. Bohaterka zaczyna doznawać przerażających i groteskowych wizji.

## Pełna fabuła
Akcja filmu rozpoczyna się w 1696 roku w Salem. Wielebny Jonathan Hawthorne opisuje w swym pamiętniku plany zgładzenia grupy czarownic, odprawiających w lasach nieopodal miasta satanistyczne ceremonie. Widz obserwuje też jeden z rytuałów. Wiedźmy rozbierają się do naga i tańczą wokół ogniska, wykrzykując jednocześnie, że nie będą tkwiły w niewoli kościoła katolickiego. Kolejna scena toczy się w czasach współczesnych. DJ-ka rockowej stacji radiowej Heidi Hawthorne rozmawia z właścicielką budynku, w którym wynajmuje mieszkanie. Ponieważ w apartamencie #5, sąsiadującym z jej kwaterą dostrzegła tajemniczą postać, pyta, kim jest nowy lokator. Dozorczyni informują kobietę, że nikt nie mieszka pod numerem pięć. W studio Heidi oraz jej współpracownicy, Herman „Whitey” Salvador oraz Herman „Munster” Jackson, goszczą muzyka black metalowego, Hrabiego Gorganna, który wygłasza przed słuchaczami pogańskie poglądy i akcentuje własny satanizm. W holu stacji Heidi otrzymuje tajemniczą drewnianą skrzynkę. Została ona zaadresowana do Heidi i wysłana przez grupę muzyczną o nazwie The Lords. Bohaterka zabiera pudełko ze sobą. Okazuje się, że kufer zawiera płytę gramofonową. Heidi wysłuchuje zawartości krążka w towarzystwie Whiteya. Znajdujący się na płycie awangardowy utwór przywołuje w Heidi wyobrażenie zdarzeń sprzed ponad trzystu lat. Wizja przedstawia wiedźmy wydzierające dziecko z łona niewinnej kobiety. Gdy Hawthorne dochodzi do siebie, jej towarzysz wyłącza gramofon.
Nazajutrz Heidi odwiedza grupę wsparcia dla osób uzależnionych od narkotyków. Wkrótce potem spotyka się z Munsterem i Whiteyem, wraz z którymi przeprowadza wywiad na antenie radiofonii. Zaproszony do studia zostaje Francis Matthias, autor książki dotyczącej procesów salemskich czarownic. Gdy trio premierowo emituje otrzymane dzień wcześniej nagranie, Matthiasa ogarnia niepokój. W tej samej chwili wszystkie dorosłe mieszkanki Salem wpadają w niewyjaśniony trans. Od tego momentu w życiu Heidi zaczyna dochodzić do niewyjaśnionych i złowieszczych sytuacji. Nocą pies Heidi wydostaje się z lokum i obszczekuje mieszkanie #5. Heidi zagania czworonoga do domu, lecz sama odwiedza apartament, gdy jego drzwi samoistnie się uchylają i okazuje się, że wnętrze lokalu wypełnia intensywne, czerwone światło. Wnętrze jest puste, choć jedną ze ścian zdobi pulsujący blaskiem neon w kształcie krzyża. Heidi doświadcza ewokacji przedstawiających demony i nagą wiedźmę. Czarownica, ofiara Jonathana Hawthorne’a, Margaret Morgan, domaga się, by samotna kobieta przewodziła przyszłym sabatom uprawiających czarnoksięstwo dam. Heidi budzi się we własnym łóżku, a wizyta w mieszkaniu #5 okazuje się koszmarem. Zakłopotana, Heidi odwiedza kościół. Zwraca się z prośbą o pomoc do młodego księdza, ten jednak zaczyna napastować ją seksualnie. Przed kościołem kobieta dostrzega mężczyznę o demonicznej twarzy, prowadzącego na sznurze kozła. Tymczasem Francis Matthias poszukuje informacji na temat piosenki zespołu The Lords. W jednej z książek znajduje nuty i prosi swoją żonę, by odegrała mu je na fortepianie. Przygrywka do złudzenia przypomina melodię, którą Francis słyszał w studiu. Pisarzowi udaje się skontaktować z autorem pomocnej książki, AJ Kennedym. Dowiaduje się, że utwór skomponowały i odgrywały w lasach dookoła Salem wiedźmy, dowodzone przez potężną Margaret Morgan. Te same wiedźmy zostały spalone żywcem przez wielebnego Hawthorne’a, owładniętego obsesją na punkcie czarnej magii. Przed śmiercią Morgan rzuciła na Salem klątwę. Przekleństwo dotyczy kolejnych pokoleń kobiet z Salem i ma sprowadzić na świat syna diabła.
Stacja radiowa, w której pracuje Heidi, ogłasza koncert zespołu The Lords, mający odbyć się w miejskim ośrodku kultury. Bilety na występ zostają wystawione na sprzedaż. Kolejna emisja feralnej piosenki wywołuje u Heidi wizję tak straszliwą, że młoda kobieta przechodzi załamanie. Bohaterka ponownie sięga po używki. Zażywanie narkotyków przerywa jej dozorczyni budynku, Lacy. Towarzyszą jej mieszkające z nią dwie siostry. Pozornie pomocne i sympatyczne kobiety okazują się wyznawczyniami kultu Margaret Morgan. Heidi zostaje zaprowadzona do apartamentu numer pięć. Ten, po otwarciu drzwi, za sprawą zaklęć sióstr, z małego mieszkania przeistacza się w obszerną, majestatyczną operę. Na szczycie znajdujących się w operze schodów oczekuje na Heidi demon, być może sam Szatan. Heidi podchodzi do demona, na jej twarzy widnieje namalowany diabelski symbol. Demon porozumiewa się z Heidi za pośrednictwem krzyku. Gdy bohaterka opuszcza mieszkanie, jest już ubezwłasnowolniona i tkwi pod kontrolą sióstr, które przetrzymują ją w jej własnym mieszkaniu. Następnego dnia Matthias składa Heidi wizytę. Lacy okłamuje go, stwierdzając, że jej lokatorki nie ma w domu. Zaprasza pisarza do siebie. Lacy i jej siostry mordują Matthiasa, kiedy zaczynają podejrzewać, że chce on pomóc Heidi. W istocie Francis, który poznał informacje dotyczące pochodzenia Heidi, chciał obwieścić jej, że jest spokrewniona z wielebnym Hawthorne'm. Gdy wieczorem Whitey zaprasza Heidi na koncert, ta nie jest w stanie powiedzieć mu, że jest więziona i strzeżona. Heidi opuszcza wprawdzie z Whiteyem dom, lecz po przyjeździe na miejsce występu, zamyka się w hali koncertowej i blokuje wejście. Na scenie oczekują już trzy siostry. Kobiety przywołują do siebie Szatana. Zjawiają się duchy Margaret Morgan oraz jej towarzyszek-wiedźm, które zaczynają odgrywać melodię swej diabolicznej pieśni. Salemskie rezydentki, obecne na sali, zaczynają obnażać się w rytm melodii. Heidi dowiaduje się, że czarownice wyczekiwały jej od stuleci. Akcja przenosi się do osobliwego pałacu. W surrealistycznych ujęciach widz przygląda się między innymi onanizującym się duchownym, rozebranym kobietom w czarnych maskach oraz profanacji symbolów religijnych. Wśród duchów wiedźm Heidi rodzi kreaturę o niezwykłym kształcie − Antychrysta. Następnie stoi na szczycie uformowanym ze zwłok nagich kobiet. W ostatniej scenie spiker radiowy podaje do informacji, że w salemskim ośrodku kultury doszło do masowego samobójstwa. Oznajmia również o zaginięciu Heidi Hawthorne.

## Obsada
- Sheri Moon Zombie jako Heidi Hawthorne/Adelheid Elizabeth Hawthorne, przewodnia bohaterka filmu, DJ-ka radiowa
- Bruce Davison jako Francis Matthias, autor książki poświęconej procesom wiedźm w Salem, który dostrzega, że utwór wyemitowany w rozgłośni radiowej jest odwzorowaniem pieśni zabitych wiedźm
- Jeff Daniel Phillips jako Herman „Whitey” Salvador, bliski przyjaciel Heidi z pracy, z którym łączy bohaterkę platoniczny, lecz intensywny związek
- Ken Foree jako Herman „Munster” Jackson, trzeci ze spikerów radiowych z zespołu Big H Team
- Judy Geeson jako Lacy Doyle, sympatyczna właścicielka budynku, w którym Heidi wynajmuje mieszkanie
- Patricia Quinn jako Megan, siostra Lacy, zajmująca się chiromancją
- Dee Wallace jako Sonny, siostra Lacy i Megan
- Meg Foster jako Margaret Morgan, najpotężniejsza XVII-wieczna wiedźma, która za prowadzenie pogańskich ceremonii została spalona żywcem
- Maria Conchita Alonso jako Alice Matthias, żona Francisa, utalentowany muzyk
- Andrew Prine jako Jonathan Hawthorne, wielebny owładnięty obsesją na punkcie salemskich czarownic
- Richard Fancy jako AJ Kennedy, naukowiec, ekspert do spraw salemskich procesów za czary
- Sid Haig jako Dean Magnus, kat, sługa Jonathana Hawthorne’a
- Michael Berryman jako Virgil Magnus, kat, sługa wielebnego Hawthorne’a
- Torsten Voges jako hrabia Gorgann, satanista i wokalista black metalowy ze Skandynawii, który gości w studio zespołu Big H Team; pojawia się w surrealistycznych wyobrażeniach Heidi
- Bonita Friedericy jako Abigail Hennessey, jedna z sześciu wiedźm dowodzonych przez Margaret Morgan; ginie na stosie
- Lisa Marie jako Priscilla Reed, ciężarna ofiara wiedźm, z której łona zostaje wycięte dziecko
- Barbara Crampton jako Virginia Cable, mieszkanka Salem, odczuwająca niepokojący wpływ melodii zespołu The Lords
- Julian Acosta jako ksiądz; bohater epizodyczny, do którego udaje się przerażona mrocznymi wizjami Heidi
- Gabriel Pimentel jako Amon, najpotężniejszy w piekielnej hierarchii demon, być może sam Szatan
- Roger W. Morrissey jako Belzebub, demon objawiający się w opustoszałym pokoju #5 w budynku, w którym mieszka Heidi
- John 5 jako Halvard
- Piggy D. jako Olaf

## Produkcja i wydanie filmu
Tytuł projektu pochodzi od utworu znajdującego się na trzecim albumie Roba Zombie, Educated Horses (2006). The Lords of Salem to trzeci film wyprodukowany przez wytwórnię Haunted Films, odpowiedzialną za powstanie horrorów Paranormal Activity (2007) oraz Naznaczony (2011). Po nakręceniu remake’u Halloween (2007) oraz jego sequela (2009) Zombie obwieścił, że planuje zrealizować dzieło oryginalne i inne niż jego dotychczasowe dokonania. Przy pracy nad The Lords of Salem studio pozwoliło reżyserowi na całkowitą swobodę i wolność artystyczną. Zombie nie doświadczył tego podczas realizacji pierwszej odsłony dylogii Halloween. Artysta obmyślił koncept horroru jeszcze przed rozpoczęciem zdjęć do Halloween II, choć nie podjął konkretnych prac nad The Lords of Salem aż do 2011. Jason Blum zwrócił się do Zombie z propozycją nakręcenia dla Haunted Films projektu „nadprzyrodzonego w swej naturze”. Produkcja obrazu ruszyła w marcu 2011, a sam okres zdjęciowy − 17 października tego roku. Film kręcono do 10 grudnia 2011 w trzech lokacjach: tytułowym Salem oraz Los Angeles i Santa Clarita w Kalifornii. Zdaniem twórcy, „nagrywanie filmu w tak krótkim czasie było stresujące, lecz wyszło mu na dobre”. Rob Zombie wypowiedział się na temat swoich zamierzeń względem samego filmu, jak i jego odbiorców: „W ramach rozwoju wydarzeń prezentowanych w filmie chciałem także wpłynąć na percepcję widza − w ten sposób manipulowany czułem się podczas projekcji obrazów Davida Lyncha, Cronenberga czy Kubricka. Chciałem, by widzowie czuli się tak, jakby uczestniczyli w filmie, by była to podróż, nie tylko oglądanie horroru”. Poza wymienionymi, artystami, którzy zainspirowali szóstą fabułę Zombie, byli Ken Russell, Dario Argento i Roman Polański. Zombie czerpał też z włoskiego kina grozy lat siedemdziesiątych. Casting do filmu przeprowadzono pod wodzą Moniki Mikkelsen (Halloween, Bękarty diabła). Prominentne role aktorskie powierzono Bruce’owi Davisonowi, Judy Geeson, małżonce reżysera Sheri Moon oraz Jeffowi Danielowi Phillipsowi, który w 2009 wystąpił w projekcie Roba Zombie Halloween II. Meg Foster, odtwórczyni roli wiedźmy Margaret Morgan, występ u Zombie określiła jako „wędrówkę przez labirynt”. We wzorowanego na postaci historycznej antybohatera, wielebnego Jonathana Hawthorne’a, wcielał się początkowo aktor Richard Lynch. Czerwcem 2012 jego niespodziewana śmierć przyczyniła się do znaczącej zmiany castingowej; kreację Hawthorne’a przydzielono znanemu z występów telewizyjnych Andrew Prine’owi. W filmie wystąpili także Udo Kier jako angielski łowca wiedźm Matthew Hopkins, Clint Howard jako pomocnik Hopkinsa Carlo Caravaggio, Daniel Roebuck jako potwór Frankenstein oraz Camille Keaton w roli Doris Von Fux, wiejskiej dziewczyny. Sceny z udziałem aktorów zostały usunięte. Planowano zaprezentowanie osobnego filmu − krótkometrażowego „filmu w filmie” o tytule Frankenstein vs. The Witchfinder − który byłby częścią świata przedstawionego w The Lords of Salem. Aktorzy Billy Drago i Ernest Thomas również byli wstępnie wiązani z projektem. Autorem zdjęć do filmu jest Brandon Trost. Operator miał okazję kolaborować z Zombie'm jeszcze przed rozpoczęciem produkcji The Lords of Salem, na planie Halloween II oraz podczas realizacji poszczególnych teledysków muzyka. Według filmoznawców, praca Trosta „oddaje klaustrofobię psychodelicznych klasyków z lat sześćdziesiątych i siedemdziesiątych − Lokatora, Dziecka Rosemary i Diabłów Kena Russella”.

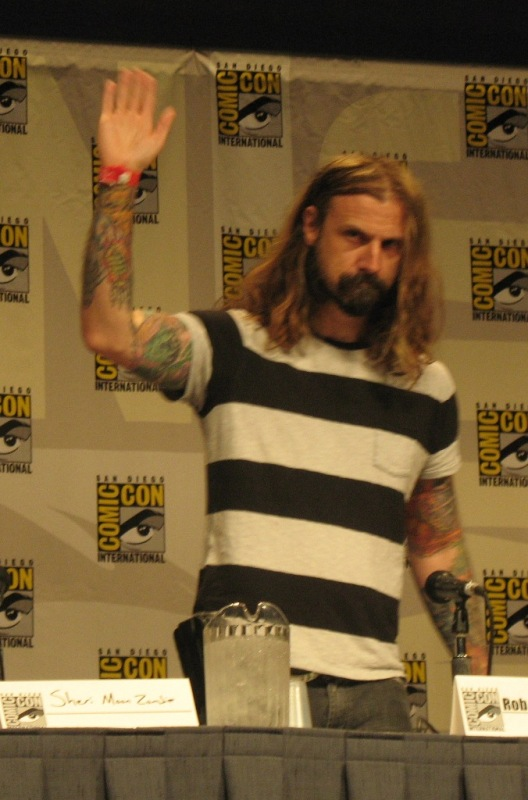
Reżyser filmu, Rob Zombie.

Zwiastun filmu inauguracyjnie wyświetlono podczas koncertu reżysera we współczesnym amfiteatrze PNC Bank Arts Center, w Holmdel Township w New Jersey. Miało to miejsce 12 maja 2012. Wkrótce potem, w jednym z udzielonych wywiadów, Zombie wyznał, że The Lords of Salem będzie jego największym kinowym osiągnięciem, opisując projekt jako „skrzyżowanie dzieł Kena Russella z Lśnieniem”. W sieci teasery i trailery filmu zadebiutowały jesienią 2012, a ich bogatsze, modyfikowane odsłony były prezentowane aż do końca pierwszego kwartału przyszłego roku. Przed wydaniem obrazu, w internecie udostępniano krótkie fragmenty horroru. Choć projekt miał ujrzeć światło dzienne w okolicach świąt Bożego Narodzenia, premiera nastąpiła 18 kwietnia 2013, gdy film trafił na ekrany rosyjskich kin. Nazajutrz obraz wydano do dystrybucji w Wielkiej Brytanii oraz Stanach Zjednoczonych. Pokazy kinowe w USA były limitowane. 24 kwietnia The Lords of Salem debiutował w kinach we Włoszech, 17 maja w Hiszpanii, a 28 września w Japonii. Rok wstecz horror odnotował swoją niekomercyjną premierę, 10 września 2012 będąc demonstrowanym widzom Międzynarodowego Festiwalu Filmowego w Toronto. The Lords of Salem nie odniósł sukcesu w amerykańskich, jak i światowych zestawieniach box-office’u. W USA zyski ze sprzedaży biletów na seanse wyniosły milion sto sześćdziesiąt pięć tysięcy dolarów. Film został nieoczekiwanym przebojem, gdy jego kopie wydano na dyskach DVD/Blu-ray. W październiku 2014 Rob Zombie wyznał, że The Lords of Salem jest jego najlepiej sprzedającym się na rynku wideo projektem. Reżyser ujawnił także, że szczególną popularność film zdobył we Włoszech i innych krajach Europy, ze względu na „europejskie tempo oraz wrażliwość”.

### Festiwale filmowe
Film prezentowany był podczas festiwali filmowych w Europie i Ameryce Północnej:
| - 2012: Kanada − Toronto International Film Festival - 2012: Hiszpania − Sitges Film Festival - 2012: Włochy − Torino Film Festival - 2013: Szkocja − Glasgow Film Festival - 2013: Stany Zjednoczone − South by Southwest Film Festival - 2013: Irlandia − Twisted Celluloid Film Festival | - 2013: Dania − CPH PIX - 2013: Szkocja − Dundead − Dundee Horror Film Festival - 2013: Stany Zjednoczone − Massachusetts Independent Film Festival - 2013: Portugalia − MOTELX − Lisbon International Horror Film Festival - 2018: Francja − Lyon Festival Hallucinations Collectives - 2018: Stany Zjednoczone − Cinematic Void |

## Opinie
Redaktor witryny hisnameisdeath.com okrzyknął The Lords of Salem najlepszym horrorem 2013 roku, w rankingu uwzględniającym piętnaście tytułów przypisując mu miejsce pierwsze. W podobnych notowaniach film wymienili dziennikarze współpracujący z innymi serwisami: soundonsight.org, viewerdiscretionadvised.net, diaboliquemagazine, horrornewsnetwork.net oraz horrornews.net

### Recenzje
Zasadniczo odbiór filmu przez krytykę był mieszany, choć recenzje wskazują na mieszano-pozytywny stosunek opiniodawców do projektu. Metacritic, witryna internetowa agregująca recenzje multimediów, podaje, że pięćdziesiąt siedem procent pamflecistów ocenia The Lords of Salem korzystnie. Jak stwierdzili redaktorzy witryn Horror-Movies.ca oraz TwitchFilm.com, The Lords of Salem jest projektem, który warto polecić fanów horroru, lecz który może nie przemówić do gustu widzom mainstreamu. Reakcje widzów po projekcji obrazu na Toronto International Film Festival były optymistyczne, a zasiadający wśród publiczności dziennikarze piszący dla pism Fangoria i The Playlist wydali obrazowi wspierające omówienia. Zdaniem Phila Browna (Fangoria), w The Lords of Salem Zombie „w nieoczekiwany sposób nawiązuje do twórczości kreatorów horroru: Romana Polańskiego, Kena Russella, Alejandro Jodorowsky’ego i Johna Carpentera”. Simon Abrams (Playlist) napisał, że obraz jest „produktem impulsu kreatywności Roba Zombie”, a także podsumował projekt jako „najlepszy film reżysera”. Według recenzenta współpracującego z serwisem filmweb.pl, The Lords of Salem jest „inspirujący, przepojony wzniosłymi motywacjami”, „prowadzi widza na sam wierch góry artystycznych doznań”. Pamflecista przyrównał obraz do dwóch filmów z 1977 roku: Głowy do wycierania (Eraserhead) w reżyserii Davida Lyncha oraz Odgłosów (Suspiria) Dario Argento; opiniodawca uznał, że szósty fabularny film Roba Zombie powstał z miłości do kina i „jest spoiwem łączącym kino artystyczne z grindhouse'm”. Recenzent chwalił ścieżkę dźwiękową, eksperymentalny montaż, „olśniewającą scenografię i kostiumy” oraz „zdumiewające zdjęcia”, a sam film skwitował jako „dzieło elitarne”. Scott Weinberg ze strony fearnet.com zbojkotował film, krytykując jego tematykę oraz obsadzenie w roli głównej Sheri Moon Zombie. W recenzji dla horrortalk.com Charlotte Stear doszła do wniosku, że choć Rob Zombie jest genialnym reżyserem, jego dzieło „niestety nie jest oryginalne”. Dziennikarz pisma The New York Observer, Rex Reed, nieprzychylnie ocenił inspirację reżysera Dzieckiem Rosemary (Rosemary’s Baby, 1968). „Obraz jest tak zły, że aż niedorzeczny. Sheri Moon Zombie nie jest Mią Farrow, jej mąż to nie Roman Polański” − pisał Reed. David Edelstein z vulture.com nazwał filmową antagonistkę, Heidi Hawthorne, „niepohamowanie głupią” oraz dodał, że „w ciągu pierwszych piętnastu minut trwania filmu można przewidzieć, co zdarzy się w kolejnych osiemdziesiąt”. Edelstein okrzyknął horror „satanistyczną odpowiedzią na film To the Wonder Terrence’a Malicka z 2012”. Marcin Zembrzuski (kinomisja.com) napisał, że „dramat marionetkowej bohaterki z czasem staje się jedynie tłem dla ciągu szalonych wizji”, negował też zastosowane przez reżysera „puste zagrywki postmodernistyczne”. Recenzent wspomniał jednak, że filmem The Lords of Salem Rob Zombie „wywrócił klasyczne reguły scenariopisarstwa do góry nogami”, osiągając „wysoki poziom artystyczny”.

## Ścieżka dźwiękowa
W październiku 2012 Zombie wyznał, że do pracy przy muzyce filmowej zatrudnił gitarzystę Johna Lowery’ego, znanego pod pseudonim John 5. Lowery kolaborował z Zombie'm przy tworzeniu poprzednich piosenek na poprzednie albumy artysty, w tym Hellbilly Deluxe 2 (2010) i Educated Horses (2006). W udzielanym wywiadzie gitarzysta powiedział, że chce stworzyć „materiał, który nie będzie rozpraszać widowni, a jednocześnie będzie niezapomniany”. „All Tomorrow's Parties”, utwór awangardowego zespołu The Velvet Underground, pochodzący z płyty The Velvet Underground & Nico (1967), przez samego reżysera potwierdzony został jako centralny punkt ścieżki dźwiękowej z filmu. „Każdy mój projekt zawiera chociaż jedną kompozycję, która grzęźnie w głowach i na zawsze zmienia sposób, w jaki się jej słucha” − oznajmił Zombie. Soundtrack opublikowano 16 kwietnia 2013 nakładem Universal Music Enterprises. Tracklistę albumu tworzą melodie skomponowane przez Johna Lowery’ego i Griffina Boice'a, piosenki innych wykonawców użyte w poszczególnych scenach filmu oraz ścieżki audio z dialogami lub monologami bohaterów. Ważnym, choć nieuwzględnionym na soundtracku elementem muzyki do The Lords of Salem są kompozycje muzyki klasycznej: partia Lacrimosa z Requiem d-moll KV 626 autorstwa Wolfganga Amadeusa Mozarta oraz kantata Sei gegrüsset, Jesu gütig, BWV 768 Jana Sebastian Bacha.

### Lista utworów
| - 1. „Open Wide the Gates” − 0:29 - 2. „The Curse of Margaret Morgan” − 1:59 - 3. „Blinded by the Light” − Manfred Mann’s Earth Band − 3:47 - 4. „No Person in Number Five” − 0:15 - 5. „A Special Child” − 2:25 - 6. „Our Philosophy” − 0:18 - 7. „Crushing the Ritual” − Leviathan The Fleeing Serpent − 3:53 - 8. „Give It to Me Baby” − Rick James − 4:08 - 9. „Ladies Choice” − 0:12 - 10. „The Spirit of Radio” − Rush − 4:56 - 11. „Smash or Trash” − 0:20 | - 12. „The Lords Theme” − 0:49 - 13. „Salem Rocks” − 0:25 - 14. „Venus in Furs” − The Velvet Underground − 5:09 - 15. „Three Sisters” − 2:06 - 16. „You Know What I Think?” − 0:21 - 17. „I'll Always Know” − 2:38 - 18. „Apartment Five” − 1:30 - 19. „Lord Hear Us” − 0:35 - 20. „All Tomorrow's Parties” − The Velvet Underground − 5:57 - 21. „WIQZ News” − 1:22 (czas trwania: 43:41) |

## Książka
Powstał książkowy odpowiednik filmu, rozszerzający fabułę The Lords of Salem. Powieść, o tym samym tytule, napisana została przez debiutującego w roli autora Roba Zombie oraz Briana Evensona, który przybrał pseudonim „B. K. Evenson”. Publikacja nastąpiła 12 marca 2013 roku, wydawcą została spółka Grand Central Publishing. Tekst liczy trzysta trzydzieści sześć stron. Realizację powieści zaproponował managerowi Roba Zombie dyrektor Grand Central Publishing. Zdaniem Zombie, książka „oferuje inne doświadczenia niż film, ponieważ zagłębia się w detale treści filmu”. Fabuła powieści nieznacznie różni się od tej znanej z filmu, oparta jest bowiem na pierwotnej wersji scenariusza, którą poddano przekształceniom. Publikacja trafiła na listę bestsellerów pisma The New York Times. Jej odbiór przez krytyków był mieszany. Steve Morse (The Boston Globe) chwalił pozycję, zwłaszcza jej brutalność i „nieodparcie nasilające się tempo”. Morse uznał, że Lords of Salem nie jest utworem dla wrażliwych czytelników. Dziennikarz magazynu Publishers Weekly skrytykował natomiast niektóre partie książki jako „przewidywalne”, „niezajmujące i nieszczególnie straszne”.

## Nagrody i wyróżnienia
- 2013, Fright Meter Awards:
  - nagroda za najlepszą ścieżkę dźwiękową[38]
  - nominacja do nagrody za najlepsze zdjęcia[38]
- 2014, Horror Central Fan's Choice Awards:
  - nominacja do nagrody dla najlepszego filmu 2013 roku[39]
  - nominacja do nagrody za najlepszy scenariusz[39]
  - nominacja do nagrody Screamworthy[39]
- 2014, Fangoria Chainsaw Awards:
  - nominacja (typu specjalne wyróżnienie) do nagrody Chainsaw w kategorii najlepszy film wydany w ograniczonej dystrybucji lub direct-to-video[40]
  - nominacja (typu specjalne wyróżnienie) do nagrody Chainsaw w kategorii najlepsza aktorka (Sheri Moon Zombie)[40]
  - nominacja (typu specjalne wyróżnienie) do nagrody Chainsaw w kategorii najlepsza aktorka drugoplanowa (Meg Foster)[40]
  - nominacja (typu specjalne wyróżnienie) do nagrody Chainsaw w kategorii najlepszy scenariusz (Rob Zombie)[40]
  - nominacja (typu specjalne wyróżnienie) do nagrody Chainsaw w kategorii najlepsza ścieżka dźwiękowa (John 5, Griffin Boice)[40]
  - nominacja (typu specjalne wyróżnienie) do nagrody Chainsaw w kategorii najlepsza charakteryzacja/najlepsze efekty specjalne (Wayne Toth)[40]
  - nominacja do nagrody Chainsaw w kategorii najgorszy film (ex aequo z Nocą oczyszczenia)[40]